# The Planets
Os Planetas é uma suíte composta por Gustav Holst entre 1914 a 1916, constituída por 7 movimentos, dos quais cada um corresponde a um planeta do sistema solar, excetuando-se a própria Terra e Plutão, que na década de 1910 ainda não havia sido descoberto, mas que atualmente foi recategorizado como planeta-anão. 
A estreia de The Planets se deu em Queen's Hall, em 29 de Setembro de 1918.
A obra combina mitologia romana e astronomia, expressando o caráter particular de cada astro - através movimentos com andamentos, melodia e instrumentação contrastantes. Representou o marco da música expressionista, pois foi a primeira obra a ter sucesso desde o início da estética, cinco anos após sua criação.

## Planetas
Marte

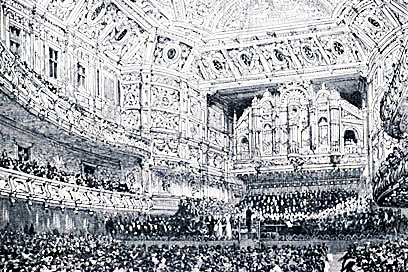
O Queen's Hall, em Londres, onde The Planets estreou em 1918

O 1º Movimento, Marte, o Mensageiro da Guerra, foi idealizado por grande orquestra, o que gera maior variação dinâmica, e contém a presença do ostinato rítmico; erante, caracteriza-se pela repetição da mesma ideia rítmica com intensidades diferentes durante quase todo o movimento. Foi utilizada na trilha sonora da série Cosmos, mais especificamente no quinto episódio. Sua música é marcial e se desenvolve num implacável compasso 5/4.
Vênus
O 2º Movimento, Vênus, Mensageira da paz, contrasta pela placidez e pelo andamento lento.
Mercúrio
O 3º Movimento, Mercúrio, o mensageiro alado, ressalta a flauta e a celesta no clima de um scherzo.
Júpiter
O 4º Movimento, Júpiter, o mensageiro da alegria, é pura dança, com um belo tema central que se transformou em um hino patriótico inglês.
Saturno
O 5º Movimento, Saturno, o mensageiro da velhice, começa sombrio, segue com uma marcha nos metais e retorna a serenidade no final.
Urano
O 6º Movimento, Urano, o mágico, é, na verdade, um segundo scherzo com uma desengonçada melodia no fagote.
Netuno
O 7º Movimento, Netuno, o místico, explora o pianissimo com enorme habilidade. Parece "uma música de outro mundo", anota o pesquisador francês Martinho Manuel e o Fernando Dinis